# Шел Сільверстейн
Шел Сільверстейн (англ. Sheldon Allan "Shel" Silverstein, нар. 25 вересня 1930 — пом. 10 травня 1999) — американський дитячий письменник, драматург, музикант, ілюстратор.
Найвідомішими творами Сільверстейна є його надзвичайно популярні дитячі книги, у тому числі «The Giving Tree», «Falling Up», і «A Light in the Attic».

## Життєпис
Народжений у Чикаго 25 вересня, 1930 як Шелдон Аллан Сільверстейн, він намалював свої перші карикатури для дорослих читачів «Pacific Stars and Stripes», коли служив у війську у Японії та Кореї у 1950-х роках.
Перша дитяча публікація, «The Giving Tree», відбулась виробив власний стиль поезії, наповненої соковитою мовою, подекуди сленгом, і добрим гумором. Перша збірка віршів, «Where the Sidewalk Ends», була видана в 1974 і зустрінута як сучасна класика. Віршам і авторським малюнкам аплодували за їхню дотепність, мудрість і доброту. Дві наступні збірки, «A Light in the Attic» (1981) та «Falling Up» (1996), перебували у списках бестселерів упродовж місяців, при цьому перша з них, «A Light in the Attic» побила усі попередні рекорди 182-тижневим перебуванням у списку New York Times. Вірші Сільверстейна широко використовуються у школах як перше ознайомлення дитини з поезією. Сільверстейн насолодився довгою, успішною кар'єрою як поет-пісняр. У 1984 він отримав премію Ґреммі за найкращий дитячий Альбом «Where the Sidewalk Ends». Записав кілька альбомів власних пісень, а також писав пісні для друзів, у тому числі для кантрі-зіркок Waylon Jennings, Mel Tillis, Bobby Bare і Jerry Reed. Свій останній дитячий запис «Underwater Land» Сільверстейн зробив зі співачкою та давньою приятелькою Pat Dailey. Аж до смерті у травні 1999, Шел продовжував творити музику, пісні, вірші, історії, і малюнки, і, що найважливіше, за його власними словами, «добре проводити час».

## Переклади українською
- Шел Сілверстейн. «Лафкадіо — лев, який не злякався мисливців». Переклад з англійської: Олекса Негребецький. Львів: Добра Читальня / Видавництво Старого Лева. 2009 р. 112 стор. ISBN 978-966-96841-6-7
- Шел Сілверстейн. «Де закінчується тротуар». Переклад з англійської: Тарас В'єнець, Галина Михайловська, Зоряна Лісевич, Галина Ільницька. Володимир Чернишенко, Наталя Безсонова. Тернопіль: Богдан. 2011. — 192 с. ISBN 978-966-10-1851-7